# مجتبى فائز
مجتبى فائز هو لاعب كرة قدم أفغاني في مركز الدفاع، ولد في 21 نوفمبر 1989 في كابل في أفغانستان. شارك مع منتخب أفغانستان لكرة القدم. أما مع النوادي، فقد لعب مع نادي بنك كابل ونادي شاهين أسمايي ونادي طيران الهند.

## وصلات خارجية
- مجتبى فائز على موقع قاعدة بيانات كرة القدم.إي يو (الإنجليزية)
- مجتبى فائز على موقع ناشيونال فوتبول تيمز (الإنجليزية)
- مجتبى فائز على موقع Soccerway.com (الإنجليزية)